# Valentin Mankin
Valentin Mankin, född den 19 augusti 1938 i Belokorovitji i Ukrainska SSR, Sovjetunionen och avliden den 1 juni 2014 i Viareggio i Italien, var en sovjetisk seglare.
Han tog OS-guld i starbåt i samband med de olympiska seglingstävlingarna 1980 i Moskva.